# Ringarums hembygdsförening
Ringarums hembygdsförening bildades 1933 och omfattade till en början hela Ringarums socken. Men sedan hembygdsföreningar bildats i Gusum och Valdemarsvik har Ringarums hembygdsförening främst inriktat sig på området runt samhället Ringarum i norra delen av socknen. Föreningen äger en tomt utanför samhället med en hembygdsgård, hembygdsmuseum, hembygdsarkiv samt festplats. Föreningen äger även en lusthusbyggnad vid Fyllingarum, norr om Ringarums samhälle. Föreningens verksamhet består huvudsakligen av traditionella festevenemang vid högtider som valborg och midsommar. Dessutom arrangeras spelstämmor, studiecirklar, lokala natur- och kulturvandringar och aktivitetsdagar.

## Baljabladet
Ringarums hembygdsförening utger sedan 2003 medlemsskriften Baljabladet. Baljabladet har sitt namn från ett låglänt markområde beläget mellan Ringarums kyrka och sjön Strolången, den sk. Ringarumebalj. Baljabladets innehåll består främst av lokalhistoriska reportage blandat med notiser om föreningens verksamhet. Redaktör är Albin Lindqvist.